# Atletismo nos Jogos Pan-Americanos de 1963 - Lançamento de disco feminino
A prova do lançamento de disco feminino nos Jogos Pan-Americanos de 1963 foi realizada em São Paulo, Brasil.

## Medalhistas
| Ouro                      | Prata                          | Bronze                             |
| Nancy McCredie CAN Canadá | Ingeborg Pfüller ARG Argentina | Sharon Sheppard USA Estados Unidos |

## Resultados
| Posição           | Nome             | Nacionalidade      | Marca | Notas |
| ----------------- | ---------------- | ------------------ | ----- | ----- |
| Medalha de ouro   | Nancy McCredie   | CAN Canadá         | 50.18 |       |
| Medalha de prata  | Ingeborg Pfüller | ARG Argentina      | 47.83 |       |
| Medalha de bronze | Sharon Sheppard  | USA Estados Unidos | 47.29 |       |
| 4                 | Caridad Agüero   | CUB Cuba           | 45.02 |       |
| 5                 | Myriam Yutronic  | CHI Chile          | 42.69 |       |
| 6                 | Cindy Wyatt      | USA Estados Unidos | 42.32 |       |
| 7                 | Odette Domingues | BRA Brasil         | 40.43 |       |
| 8                 | Iris dos Santos  | BRA Brasil         | 39.48 |       |